# Långbanit
Långbanit – bardzo rzadki minerał klasy krzemianów. 
Nazwa została nadana przez Gustava Flinka w 1887 roku na cześć miejsca występowania – Långban w Szwecji.

## Właściwości
Krystalizuje w układzie trygonalnym. Okazy posiadają zazwyczaj pryzmatyczny pokrój. Jest minerałem kruchym i nieprzezroczystym. Posiada brązową rysę oraz półmetaliczny połysk. 

## Występowanie
Występuje w krystalicznych wapieniach i skarnach w zmetamorfizowanych złożach manganu. Towarzyszą mu najczęściej kalcyt, rodonit, magnetyt oraz braunit. Występuje przede wszystkim w Szwecji. Spotykany również w Szwajcarii (Gryzonia), Austrii (Tyrol), Norwegii oraz Japonii.